# Hili Waele
Hili Waele is een bestuurslaag in het regentschap Nias Barat van de provincie Noord-Sumatra, Indonesië. Hili Waele telt 679 inwoners (volkstelling 2010).